# Leeskaart
Een leeskaart of (Engels) rutter is een term uit de zeevaart waarmee vaarinstructies worden aangeduid. De eerste leeskaarten of routeboeken verschenen in Europa eind vijftiende eeuw. 
In de zestiende eeuw hadden Portugal en Spanje een duopolie op de handel met de gebieden in Amerika en Azië. Deze positie kwam mede voort uit het verdrag van Tordesillas. In gedetailleerde instructies, routeboeken, werd alles beschreven wat van belang was voor de scheepvaartroute: kusten, havens, stromen, getijdetabellen, dieptepeilingen, bodemkenmerken, bakens en opvallende herkenningspunten. Ze waren voorzien van kaarten, schetsen en afbeeldingen. Gezien het economisch belang wilden zeemachten deze kennis geheimhouden. Leeskaarten vielen dan ook vaak onder het staatsgeheim. Zeelui kregen strikte instructies waarin de omgang met deze documenten beschreven stond, bijvoorbeeld bij een kaping of schipbreuk. Zo wilde men per se voorkomen dat deze informatie in handen viel van zeerovers of concurrerende staten. Zelden werd dan ook na een zeeslag een leeskaart aangetroffen op een veroverd schip. Concurrerende staten probeerden vaak de informatie van routeboeken te bemachtigen door het inzetten van spionnen.
De oudste bekende leeskaart voor de Noordzee en de Oostzee is het vijftiende-eeuwse Duitse manuscript Seebuch. De oudste gedrukte leeskaart voor de kusten van de Schelde tot de Straat van Gibraltar is Le routier de la mer van Pierre Garcie uit 1483 of 1484. 
In de vroege Nederlandse zeevaart waren de leeskaarten die de kustlijnen beschreven van groot belang voor de navigatie. Aanvankelijk werden leeskaarten vervaardigd door ervaren stuurlui, die hun ervaringen deelden over vaarafstanden, routes en de kenmerken van de kustlijn. Eenvoudige schetsen van de kusten ondersteunden deze beschrijvingen. Vanaf het midden van de zestiende eeuw verschenen de eerste gedrukte leeskaarten, gepubliceerd door Amsterdamse drukkers als Jan Seversz. Deze boekjes boden gedetailleerde informatie over de Europese kusten, met uitleg over getijden, stromingen, afstanden en vaarinstructies.